# Лукань Володимир Григорович
Володи́мир Лукань (26 березня 1961, м. Дрогобич, Львівська область, УРСР, СРСР — 22 липня 2025, Івано-Франківськ, Україна ) — український художник.

## Біографія
Народився 26 березня 1961 р. в м. Дрогобичі на Львівщині. Закінчив Львівський державний інститут прикладного та декоративного мистецтва у 1984 р. Переїжджає до Івано - Франківська і  викладає на художньо-графічному факультеті Педагогічного інституту. Член Національної спілки художників України.
Працює в галузі ікономалярства на склі, живопису, графіки, дизайну, декоративно-прикладного мистецтва, мистецтвознавства.
Учасник міжнародних, всеукраїнських і персональних виставок.
Помер 22 липня 2025 року.

## Основні праці
- Український образопис на звороті шкла. 2003
- Начерки М. Фіґоля. 2007
- Вибрані статті про мистецтво. Явища. Постаті. Імена. 2009;
- Історія українського мистецтва: Курс лекцій. 2010; 2012;
- Образотворча стефаникіана. 2011[3]

## Основні твори
- «Хатній іконостас» (1999),
- «Спас Вседержитель» (2000),
- «Богородиця Триручиця»
- «Неопалима купина»,
- «Деісус. Моління»
- «Плащаниця» (2005),
- «Хресна дорога» (2007),
- «Блудний син» (2014).[3]

## Нагороди
- кращий науковець 2006 р.,
- нагрудна відзнака  Обласної Ради та Обласної державної адміністрації.[1]

## Галерея

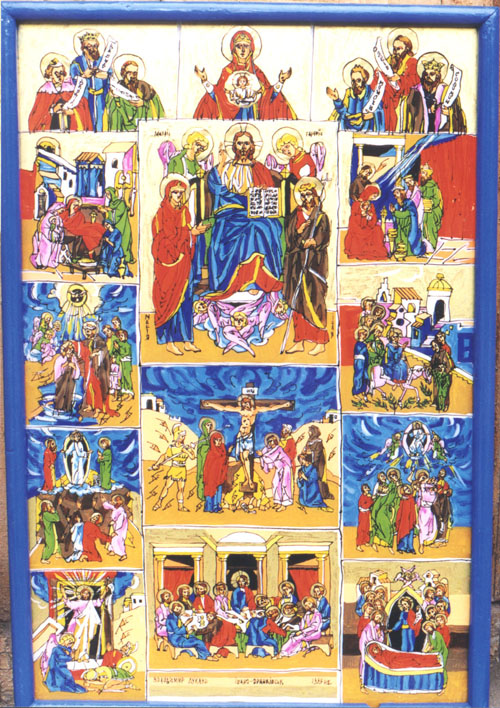
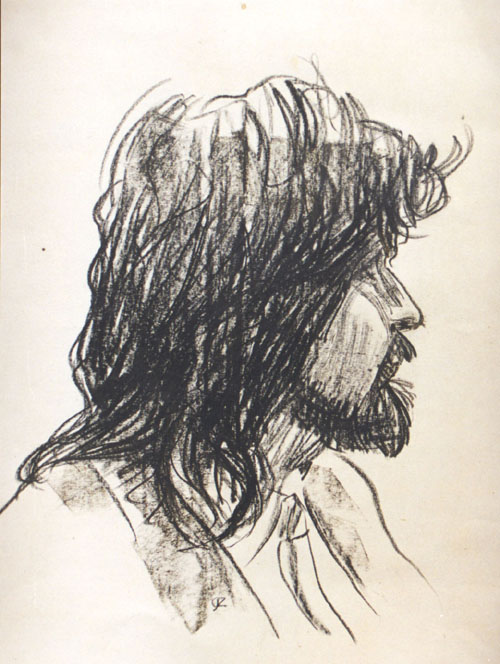
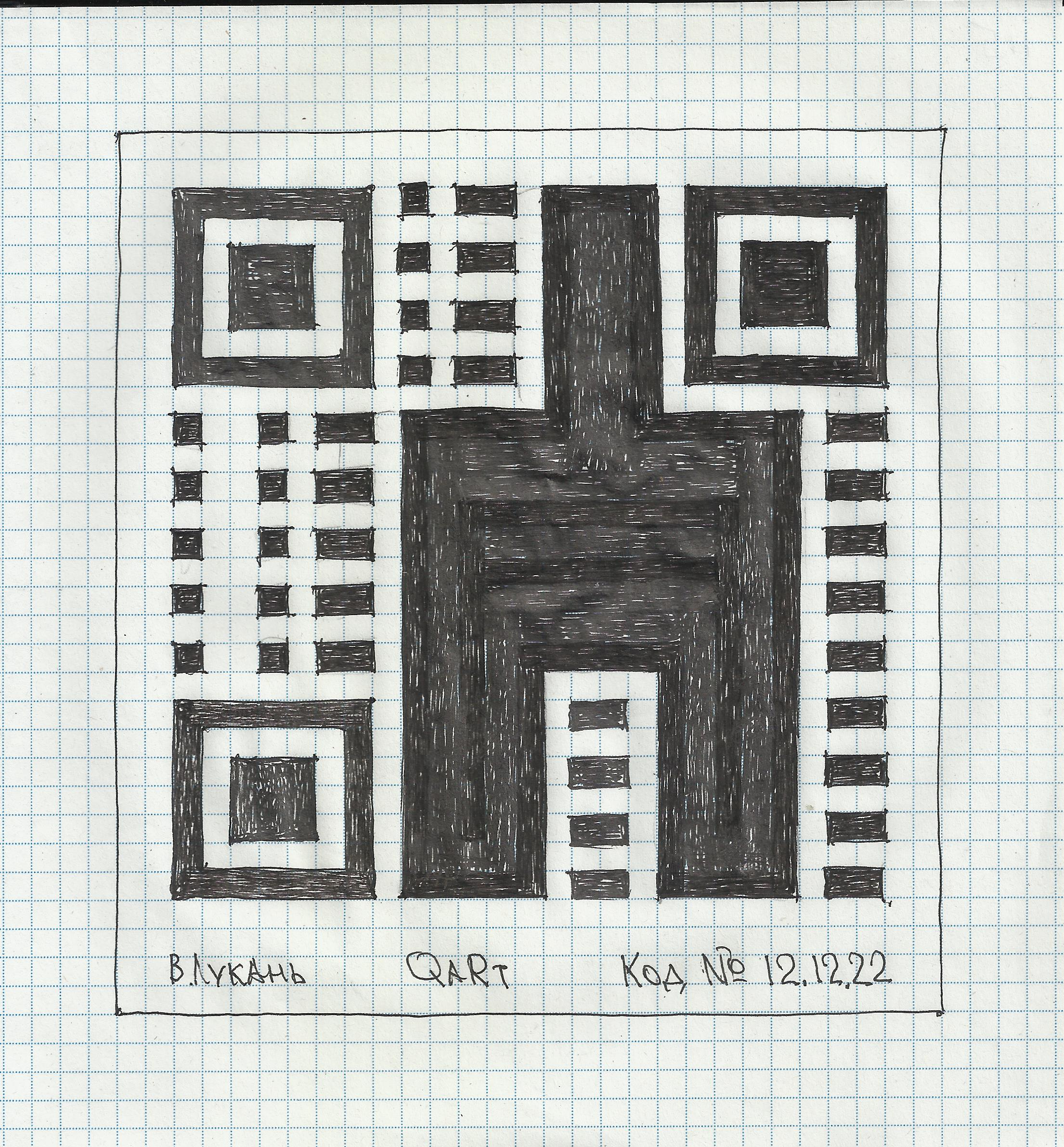
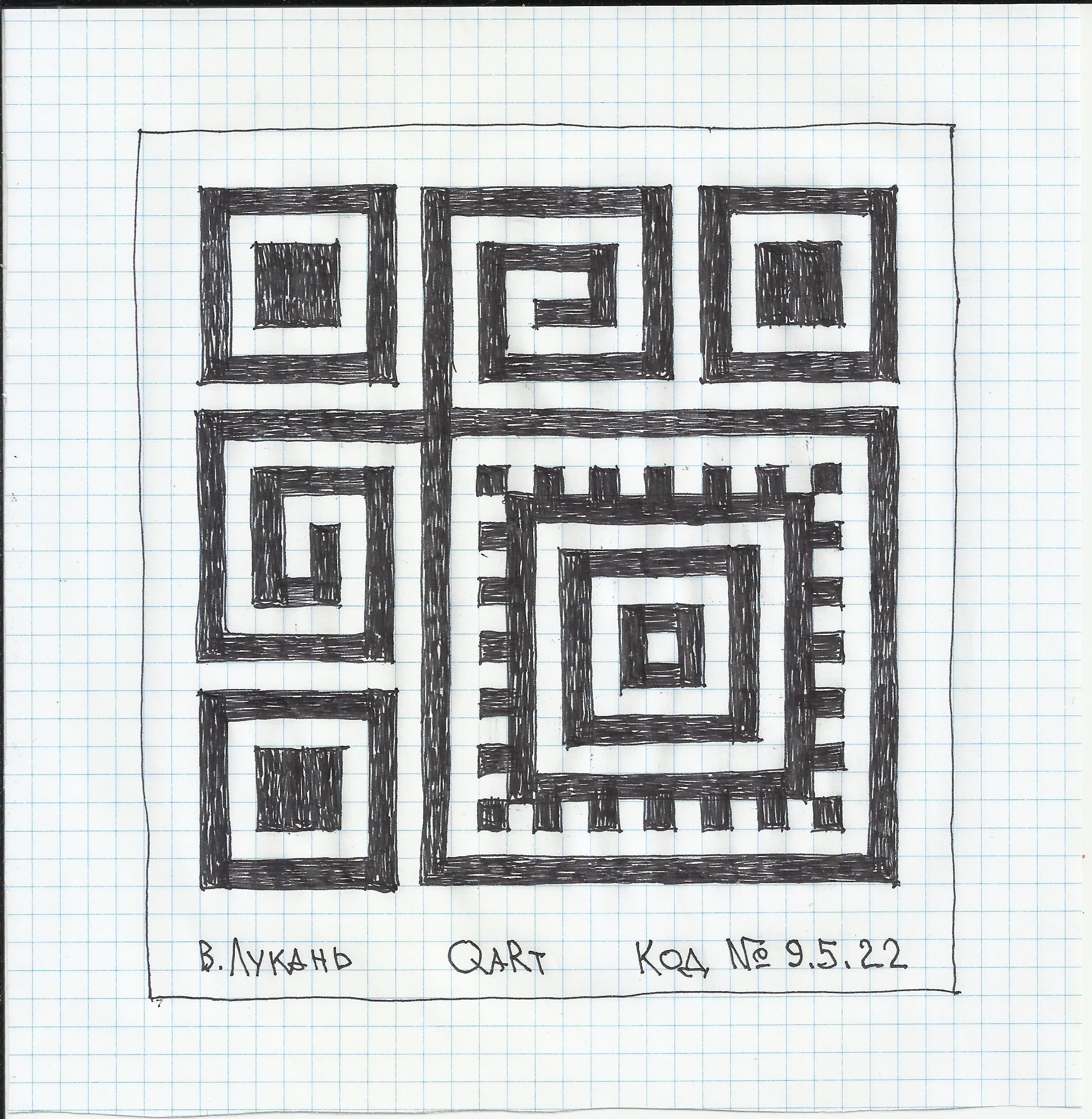
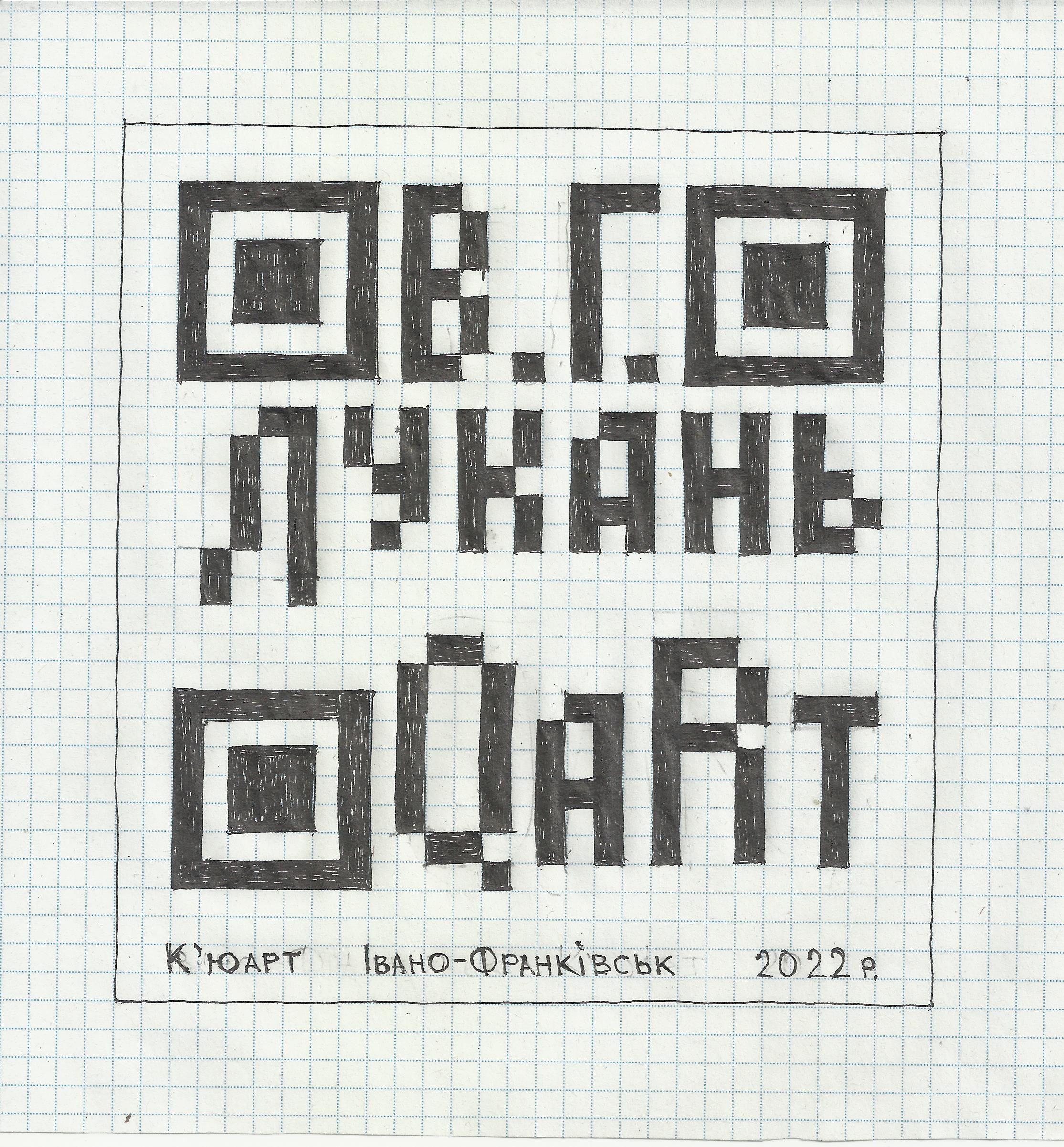